# Terry Yake
Terry Donald Yake, né le 22 octobre 1968 à New Westminster, Colombie-Britannique, au Canada, est un joueur et entraineur canadien de hockey sur glace. Il évolue au poste de centre

## Carrière de joueur
Drafté en 1987 par les Whalers de Hartford, il fait ses débuts professionnels en 1988 avec les Whalers de Binghamton en LAH, et joue cette même saison ses deux premiers matchs en LNH. Durant les trois saisons suivantes, il joue principalement avec les clubs affiliés aux Whalers de Hartford, et remporte en 1991 la Coupe Calder avec les Indians de Springfield.
Lors de la saison 1992-1993, il réussit à s'imposer en LNH et comptabilise 53 points en 66 matchs, soit le plus haut total de sa carrière en LNH. La saison suivante, il est échangé aux Mighty Ducks d'Anaheim et réussit une nouvelle bonne saison, avec un total de 52 points. Malgré ses bonnes performances, il est échangé en 1994 aux Maple Leafs de Toronto, pour lesquels il ne joue que 19 matchs.
En 1996, il change à nouveau de club et rejoint les Sabres de Buffalo. Cet échange est un échec puisqu'il joue toute la saison en LAH avec les Americans de Rochester. Lors de la saison saison 1997-1998, il regagne enfin sa place en LNH avec les Blues de Saint-Louis, pour lesquels il joue deux saisons pleines, puis pour les Capitals de Washington, qui sont sa dernière franchise nord-américaine.
Après 11 ans passés en LNH, Terry Yake part en Europe, où il découvre les championnats suisse et allemand. En 2008, il est transféré en cours de saison en tant que joueur au Lausanne HC, en LNB, avant de reprendre le poste d'entraîneur à la suite du départ de Dany Gelinas.

## Statistiques
| Saison     | Équipe                  | Ligue      |     | Saison régulière | Saison régulière | Saison régulière | Saison régulière | Saison régulière |    | Séries éliminatoires | Séries éliminatoires | Séries éliminatoires | Séries éliminatoires | Séries éliminatoires |
| Saison     | Équipe                  | Ligue      | PJ  | B                | A                | Pts              | Pun              | PJ               | B  | A                    | Pts                  | Pun                  |                      |                      |
| 1984-1985  | Wheat Kings de Brandon  | LHOu       | 11  | 1                | 1                | 2                | 0                | -                | -  | -                    | -                    | -                    |                      |                      |
| 1985-1986  | Wheat Kings de Brandon  | LHOu       | 72  | 26               | 26               | 52               | 49               | -                | -  | -                    | -                    | -                    |                      |                      |
| 1986-1987  | Wheat Kings de Brandon  | LHOu       | 71  | 44               | 58               | 102              | 64               | -                | -  | -                    | -                    | -                    |                      |                      |
| 1987-1988  | Wheat Kings de Brandon  | LHOu       | 72  | 55               | 85               | 140              | 59               | 3                | 4  | 2                    | 6                    | 7                    |                      |                      |
| 1988-1989  | Whalers de Binghamton   | LAH        | 75  | 39               | 56               | 95               | 57               | -                | -  | -                    | -                    | -                    |                      |                      |
| 1988-1989  | Whalers de Hartford     | LNH        | 2   | 0                | 0                | 0                | 0                | -                | -  | -                    | -                    | -                    |                      |                      |
| 1989-1990  | Whalers de Binghamton   | LAH        | 77  | 13               | 42               | 55               | 37               | -                | -  | -                    | -                    | -                    |                      |                      |
| 1989-1990  | Whalers de Hartford     | LNH        | 2   | 0                | 1                | 1                | 0                | -                | -  | -                    | -                    | -                    |                      |                      |
| 1990-1991  | Indians de Springfield  | LAH        | 60  | 35               | 42               | 77               | 56               | 15               | 9  | 9                    | 18                   | 10                   |                      |                      |
| 1990-1991  | Whalers de Hartford     | LNH        | 19  | 1                | 4                | 5                | 10               | 6                | 1  | 1                    | 2                    | 16                   |                      |                      |
| 1991-1992  | Indians de Springfield  | LAH        | 53  | 21               | 34               | 55               | 63               | 8                | 3  | 4                    | 7                    | 2                    |                      |                      |
| 1991-1992  | Whalers de Hartford     | LNH        | 15  | 1                | 1                | 2                | 4                | -                | -  | -                    | -                    | -                    |                      |                      |
| 1992-1993  | Indians de Springfield  | LAH        | 16  | 8                | 14               | 22               | 27               | -                | -  | -                    | -                    | -                    |                      |                      |
| 1992-1993  | Whalers de Hartford     | LNH        | 66  | 22               | 31               | 53               | 46               | -                | -  | -                    | -                    | -                    |                      |                      |
| 1993-1994  | Mighty Ducks d'Anaheim  | LNH        | 82  | 21               | 31               | 52               | 44               | -                | -  | -                    | -                    | -                    |                      |                      |
| 1994-1995  | Grizzlies de Denver     | LIH        | 2   | 0                | 3                | 3                | 2                | 17               | 4  | 11                   | 15                   | 16                   |                      |                      |
| 1994-1995  | Maple Leafs de Toronto  | LNH        | 19  | 3                | 2                | 5                | 2                | -                | -  | -                    | -                    | -                    |                      |                      |
| 1995-1996  | Admirals de Milwaukee   | LIH        | 70  | 32               | 56               | 88               | 70               | 5                | 3  | 6                    | 9                    | 4                    |                      |                      |
| 1996-1997  | Americans de Rochester  | LAH        | 78  | 34               | 67               | 101              | 77               | 10               | 8  | 8                    | 16                   | 2                    |                      |                      |
| 1997-1998  | Blues de Saint-Louis    | LNH        | 65  | 10               | 15               | 25               | 38               | 10               | 2  | 1                    | 3                    | 6                    |                      |                      |
| 1998-1999  | IceCats de Worcester    | LAH        | 24  | 8                | 11               | 19               | 26               | -                | -  | -                    | -                    | -                    |                      |                      |
| 1998-1999  | Blues de Saint-Louis    | LNH        | 60  | 9                | 18               | 27               | 34               | 13               | 1  | 2                    | 3                    | 14                   |                      |                      |
| 1999-2000  | Blues de Saint-Louis    | LNH        | 26  | 4                | 9                | 13               | 22               | -                | -  | -                    | -                    | -                    |                      |                      |
| 1999-2000  | Capitals de Washington  | LNH        | 35  | 6                | 5                | 11               | 12               | 3                | 0  | 0                    | 0                    | 0                    |                      |                      |
| 2000-2001  | Pirates de Portland     | LAH        | 55  | 11               | 38               | 49               | 47               | 3                | 0  | 1                    | 1                    | 12                   |                      |                      |
| 2000-2001  | Capitals de Washington  | LNH        | 12  | 0                | 3                | 3                | 8                | -                | -  | -                    | -                    | -                    |                      |                      |
| 2001-2002  | ESC Moskitos Essen      | DEL        | 51  | 19               | 30               | 49               | 78               | -                | -  | -                    | -                    | -                    |                      |                      |
| 2002-2003  | Ice Tigers de Nuremberg | DEL        | 50  | 14               | 32               | 46               | 111              | 5                | 0  | 3                    | 3                    | 4                    |                      |                      |
| 2003-2004  | Krefeld Pinguine        | DEL        | 52  | 7                | 22               | 29               | 70               | -                | -  | -                    | -                    | -                    |                      |                      |
| 2005-2006  | HC Viège                | LNB        | 20  | 12               | 23               | 35               | 12               | -                | -  | -                    | -                    | -                    |                      |                      |
| 2006-2007  | HC Viège                | LNB        | 45  | 26               | 53               | 79               | 40               | -                | -  | -                    | -                    | -                    |                      |                      |
| 2007-2008  | HC Viège                | LNB        | 23  | 11               | 20               | 31               | 30               | -                | -  | -                    | -                    | -                    |                      |                      |
| 2008-2009  | Lausanne HC             | LNB        | 20  | 7                | 19               | 26               | 24               | -                | -  | -                    | -                    | -                    |                      |                      |
| Totaux LAH | Totaux LAH              | Totaux LAH | 438 | 169              | 304              | 473              | 390              | 36               | 20 | 22                   | 42                   | 26                   |                      |                      |
| Totaux LNH | Totaux LNH              | Totaux LNH | 403 | 77               | 120              | 197              | 220              | 32               | 4  | 4                    | 8                    | 36                   |                      |                      |